# Wolfgang Hessler
Wolfgang Hessler (* 23. Januar 1907 in Frankfurt am Main; † 17. August 1991 in Preetz) war ein deutscher Schauspieler, Regisseur und Hörspielsprecher.

## Leben
Nach Abschluss eines Realgymnasiums in Berlin nahm Hessler Schauspielunterricht bei Jakobi, dem Generalintendanten Hans Schlenck und der Kammerschauspielerin Magda Lena in München. 1934 absolvierte er ebendort seine Schauspielprüfung. Im selben Jahr gab er sein Bühnendebüt als „Redakteur Pedersen“ in einer Inszenierung von Hjalmar Bergmans Nobelpreis in Augsburg. Es folgten Engagements in Augsburg, München, Regensburg, Memel, Wilhelmshaven, Braunschweig, an den Hamburger Kammerspielen, in Mönchengladbach-Rheydt und Flensburg.
Hessler spielte in seiner Bühnenkarriere zahlreiche klassische Rollen wie den „Ferdinand“ aus Schillers Kabale und Liebe, den „Jago“ in Shakespeares Othello, den „Geßler“ in Schillers Wilhelm Tell und den „Mephisto“ in Goethes Faust. Daneben trat er bei verschiedenen Inszenierungen auch als Regisseur in Erscheinung, unter anderem von Thornton Wilders Unsere kleine Stadt, Schillers Kabale und Liebe, Samuel Becketts Warten auf Godot, Gerhart Hauptmanns Ratten und Max Halbe Strom.
Gelegentlich übernahm Hessler auch Rollen in Film- und Fernsehproduktionen, unter anderem den NDR-Serien Percy Stuart, Hamburg Transit und Der Fall von nebenan. Außerdem war Hessler auch als Sprecher für Hörfunk und Hörspiele aktiv.
Wolfgang Hessler wurde auf dem Hamburger Friedhof Ohlsdorf beigesetzt. Die Grabstätte ist inzwischen aufgelassen worden.

## Hörspiele
- Andrée und das große Schweigen, NWDR 1951, Regie: Fritz Schröder-Jahn
- Der Ruf ins Leere, NWDR 1951, Regie: Hans Lietzau
- Fernamt bitte!, NWDR 1951, Regie: Detlof Krüger
- Das Ende der Teufelsinsel (Dreyfus), NWDR 1954, Regie: Fritz Wendhausen
- Ünner de griesen Wulken (Ingenieur), RB 1962, Regie: Walter Bäumer